# William-Adolphe Bouguereau
William-Adolphe Bouguereau [buɡ(ə)ʁo] (ur. 30 listopada 1825 w La Rochelle, zm. 19 sierpnia 1905 tamże) – francuski malarz, przedstawiciel akademizmu. Malował wielkie kompozycje figuralne o tematyce religijnej, mitologicznej i historycznej. Specjalizował się w idealizowanych aktach kobiecych.

## Życiorys
Urodzony w rodzinie handlarzy winem i oliwą jako syn Théodora Bouguereau (ur. 1800 r.) i Marii Bonnin (1804 r.), znanej jako Adelina, wychowany został w katolicyzmie. Miał starszego brata Alfreda i młodszą siostrę Marie (znaną jako Hanna), która zmarła mając siedem lat. W 1832 roku rodzina przeniosła się do Saint-Martin-de-Ré. W wieku 12 lat Bouguereau zamieszkał w Mortagne u swego wuja Eugenia będącego księdzem, i rozwinął w sobie miłość do natury, religii i literatury. W 1839 r. został wysłany na studia kapłańskie do katolickiego kolegium w Pons, gdzie rysować i malować nauczył go Louis Sage, uczeń Ingresa. 
Bouguereau niechętnie porzucił studia, by powrócić do rodziny, która znalazła się w Bordeaux. Tam poznał miejscowego artystę Charlesa Marionneau i rozpoczął naukę w Miejskiej Szkole Rysunku i Malarstwa w listopadzie 1841 roku. Wkrótce stał się najlepszym uczniem w swojej klasie i zdecydował o kontynuowaniu kariery artystycznej w Paryżu. Dla sfinansowania tego zamiaru sprzedawał portrety – 33 obrazy olejne w ciągu trzech miesięcy (wszystkie niepodpisane, odnaleziono tylko jeden). Do Paryża przybył w wieku 20 lat w marcu 1846 roku .
Studiował w paryskiej École des Beaux-Arts. W 1850 otrzymał nagrodę Prix de Rome wraz z trzyletnim pobytem w rzymskiej Villa Medici, gdzie oprócz nauczania formalnego mógł studiować bezpośrednio dorobek artystów renesansu wraz z ich arcydziełami, a także zabytki sztuki greckiej, etruskiej i rzymskiej.
Od lat sześćdziesiątych XIX wieku Bouguereau był ściśle związany z Académie Julian, gdzie udzielał lekcji i porad studentom sztuki z całego świata. Przez kilkadziesiąt lat uczył rysunku i malarstwa setki, jeśli nie tysiące studentów. Otrzymał wiele wyróżnień, m.in. w 1876 r. został dożywotnim członkiem Akademii, a w 1885 r. otrzymał Wielki Medal Honorowy.
Zmarł w La Rochelle w wieku 79 lat wskutek choroby serca. Po nabożeństwie w miejscowej katedrze jego ciało przewieziono pociągiem do Paryża na wtórną ceremonię. Wraz z Nelly i dziećmi pochowany został w rodzinnym grobowcu na cmentarzu Montparnasse .

## Twórczość
Do najbardziej znanych jego obrazów należą: Matka Boska Pocieszycielka, Pierwszy pocałunek, Powrót z winobrania, Narodziny Wenus, Kąpiące się i Słotną miłość.

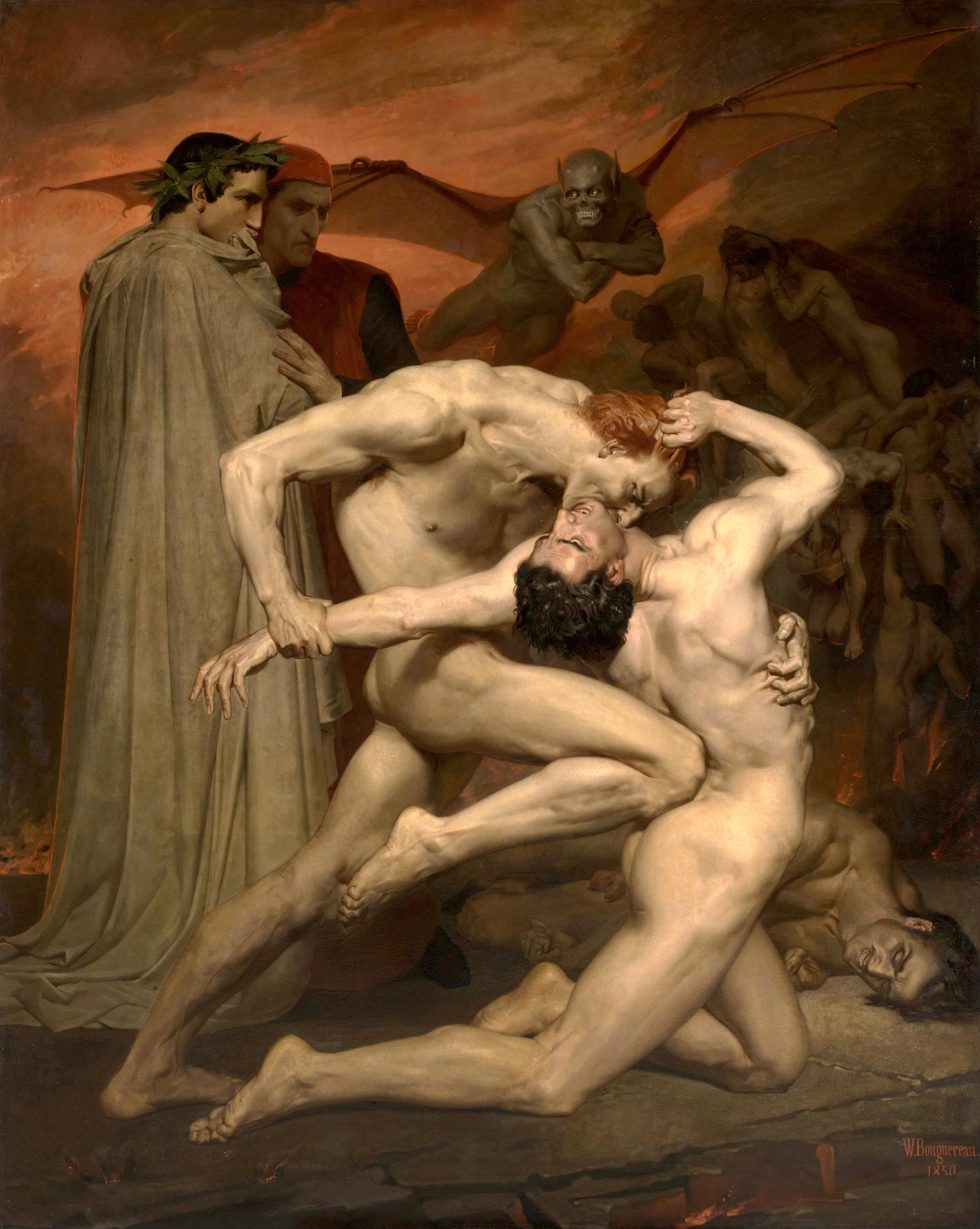
Dante i Wergiliusz w piekle, 1850
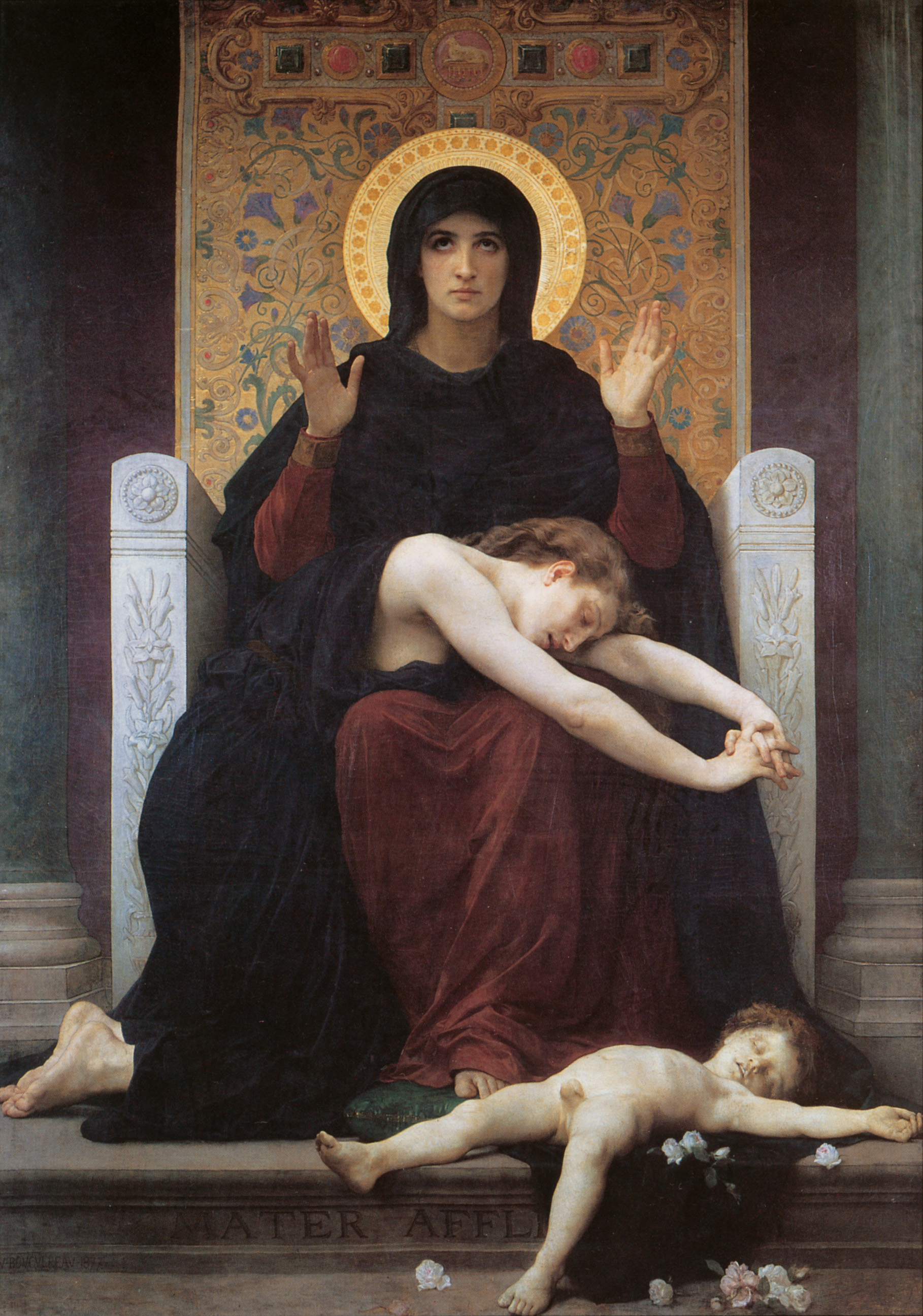
Matka Boska Pocieszycielka, 1875
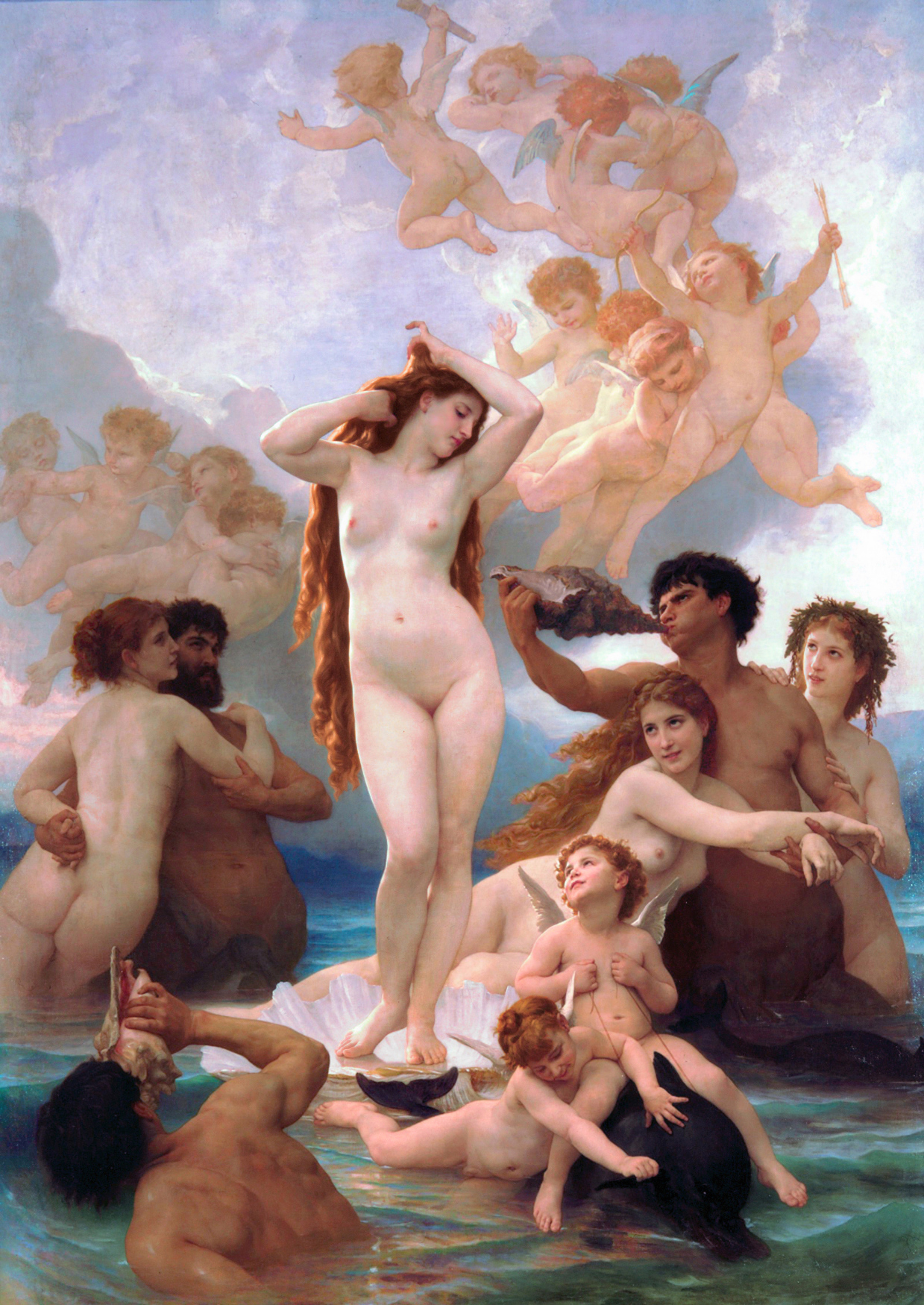
Narodziny Wenus, 1879
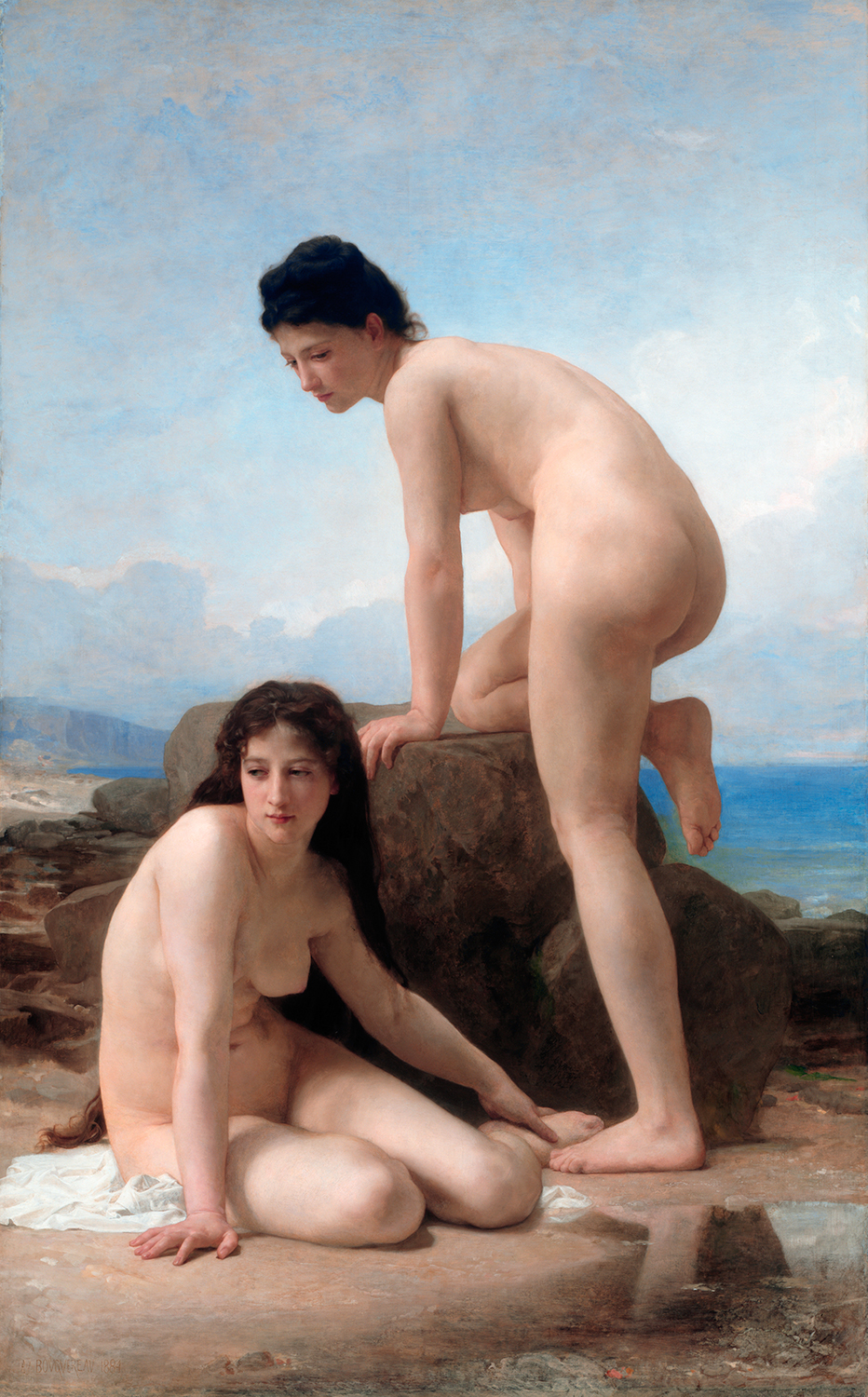
Kąpiące się, 1884
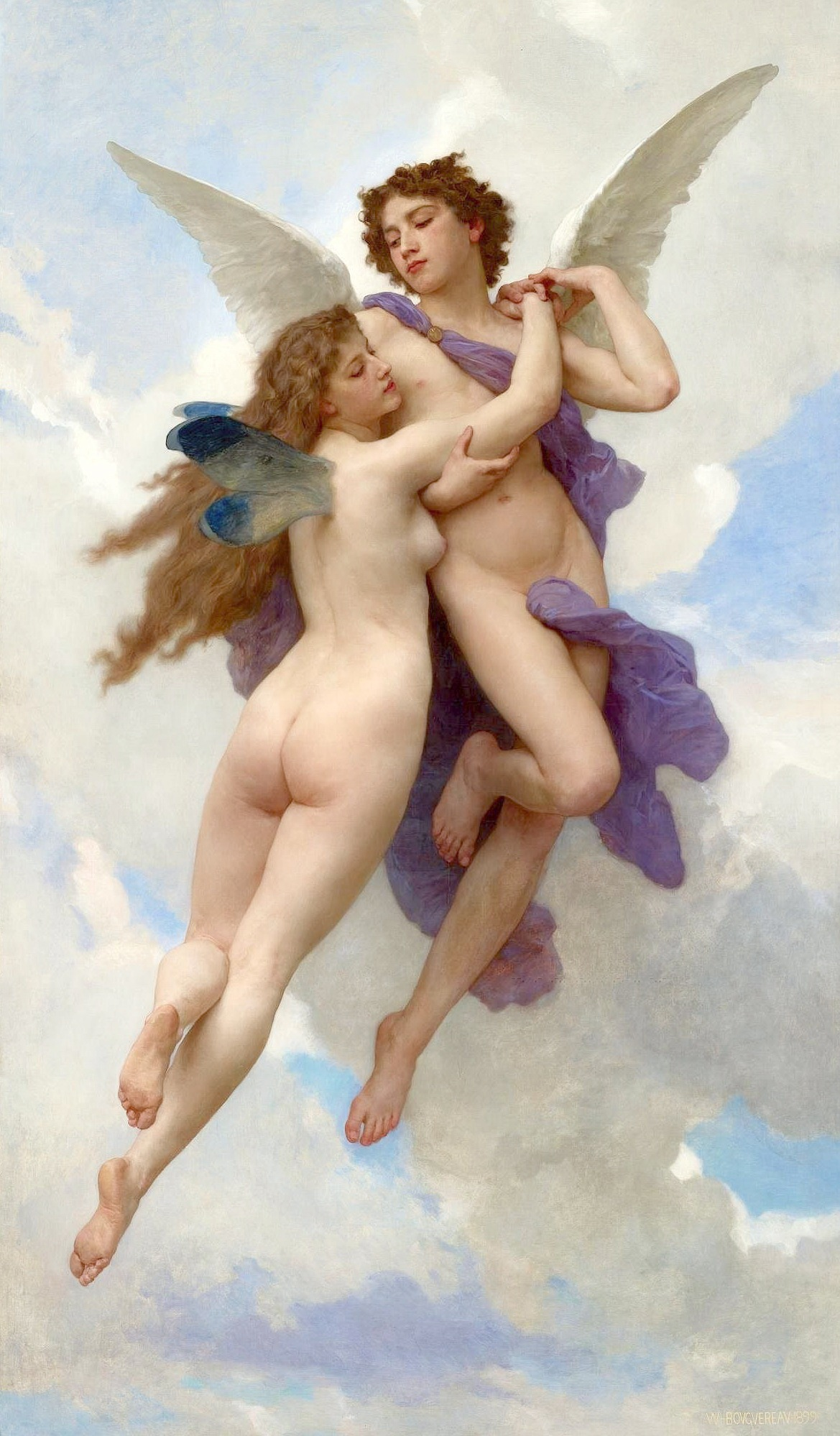
Amor i Psyche, 1899

## Odznaczenia
- 1859 – Kawaler Legii Honorowej[5]
- 1876 – Oficer Legii Honorowej[5]
- 1881 – Kawaler Orderu Leopolda
- 1885 – Komandor Legii Honorowej[5]
- 1903 – Wielki Oficer Legii Honorowej[5]